# 1968 في سوريا
فيما يلي قوائم الأحداث التي وقعت خلال عام 1968 في سوريا.

## رياضة
- 1 يناير – سوريا في الألعاب الأولمبية الصيفية 1968

## مواليد

### يناير
- 1 يناير – أبو جابر الشيخ
- 1 يناير – حسن حمادة عقيد سابق في سلاح الجو السوري ومعارض لنظام الأسد.

### فبراير
- 5 فبراير – قاسم ملحو ممثل سوري.

### أبريل
- 2 أبريل – زينة يازجي صحفية سورية.

### أغسطس
- 2 أغسطس – خولة دنيا كاتبة سورية.

## وفيات

### يناير
- 1 يناير – فائز الغصين (مواليد 1883) كاتب ومحامي سوري.[1]
- 1 يناير – لطفي الحفار (مواليد 1891)
- 1 يناير – نجيب الأرمنازي (مواليد 1897) دبلوماسي وكاتب وصحفي سوري.

### أبريل
- 20 أبريل – ثريا طرزي (مواليد 1899) سياسية أفغانستانية.

### يوليو
- 2 يوليو – زكي الأرسوزي (مواليد 1900) فيلسوف سوري.[2]